# The Shell Shocked Egg
Pour plus de détails, voir Fiche technique et Distribution.
The Shell Shocked Egg est un court métrage d'animation américain de la série Merrie Melodies, réalisé par Robert McKimson et produit par la Warner Bros. Cartoons, sorti en 1948.